# Alfa Romeo BAT

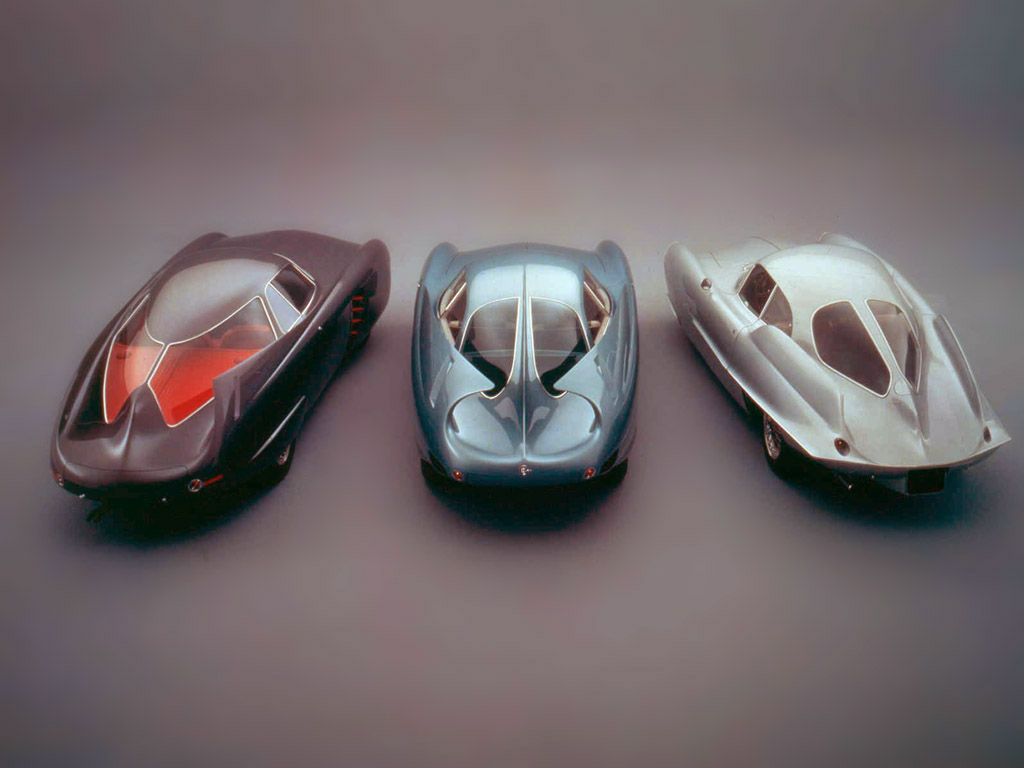
Три оригинальных автомобиля BAT. Слева направо: BAT 5, BAT 7, BAT 9

Alfa Romeo BAT (B.A.T.) — итальянский концепт-кар. Данные модели были собраны совместным проектом между Alfa Romeo и итальянским тюнинг-ателье Bertone, начиная с 1953 года. Успехом данного проекта стал выпуск трёх концептов: BAT 5 в 1953 году, BAT 7 в 1954 году и последний BAT 9 в 1955 году. Все три модели были спроектированы итальянским инженером-дизайнером Франко Скальоне (итал. Franco Scaglione).

## История
Alfa Romeo договорилась с Джузеппе «Nuccio» Бертоне из тюнинг-ателье Bertone на передачу полномочий и соглашении на создание трёх автомобилей прототипов с более эффективном коэффициентом сопротивления формы. Данная идея представляла собой создание автомобилей с низким возможным коэффициентом сопротивления формы. Автомобили получили название BAT, сокращённо от «Berlinetta Aerodinamica Tecnica». Все модели оснащались крупными задним бампером и изогнутыми плавниками, что стало особым отличием в их дизайне. Они все были построены на шасси от Alfa Romeo 1900. В результате чего, каждый год с 1953 по 1955 годы, на Туринском автосалоне Bertone и Alfa Romeo представляли свой концепт BAT: 5,7 и 9.
Автомобили стали довольно успешны в достижении своей первоначальной цели. Лучший коэффициент сопротивления кузова равнялся 0,19. Достижение также сохраняется по сегодняшним стандартам. Для всех данных концепт-каров Alfa Romeo разработала 5-ступенчатую коробку передач и мощный четырёхцилиндровый двигатель. Всё это выдавало мощность в 90 л. с. (67 кВт). Этого было достаточно для достижения максимальной скорости в 125 миль/ч (201 км/ч).
Акроним B.A.T. стал хитом в англоязычном мире, потому что автомобиль действительно напоминал летучую мышь, а форма его хвостовой части напоминала два сложенных крыла. {{{2}}} в переводе с английского означает летучая мышь.
Первые три оригинальные модели BAT были реставрированы и находятся сейчас на долгосрочном хранении в Музей Блэкхока в Блэкхок c 2005 года. Данные модели также ежегодно появляются на ежегодном слёте итальянских автомобилей(Concorso Italiano) в Монтерее, Калифорния.

## BAT 5

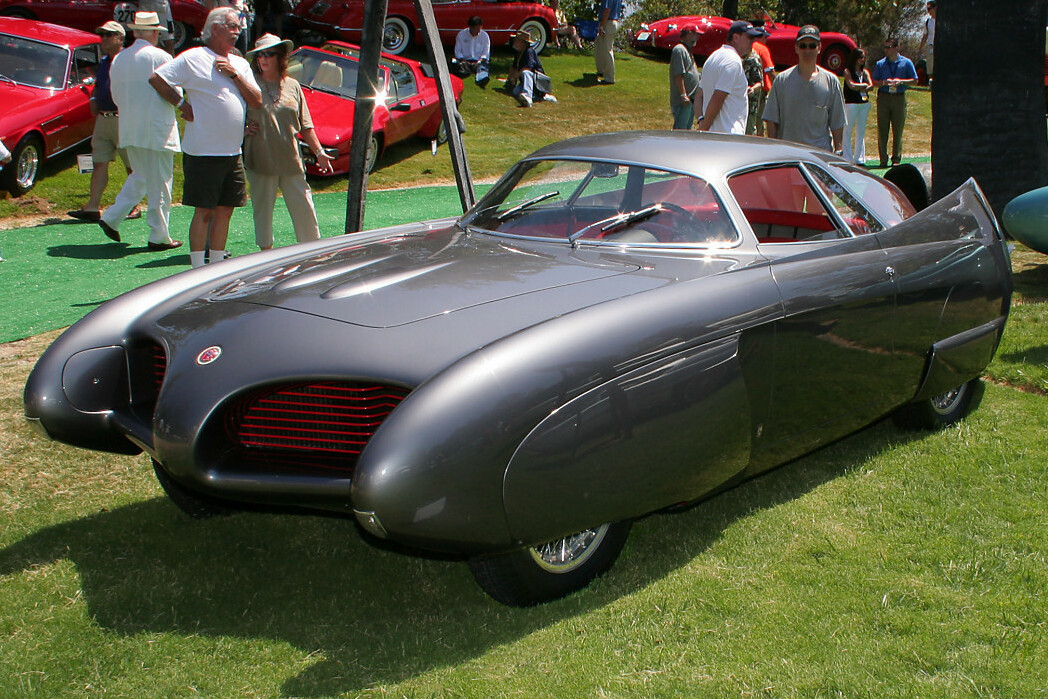
1953 Alfa Romeo BAT 5

BAT 5 стал первым проектом из серии BAT под эгидой Bertone-Alfa Romeo. Впервые модель была показана на Туринском автосалоне в 1953 году. Дизайн данной модели основывался на законах и основах аэродинамики. Необычная форма переда автомобиля появилась благодаря стремлению к распределению и сопротивлению воздушному потоку на высоких скоростях. Дизайн автомобиля также стремился к уменьшению любого сопротивления кузова, включая колёса, а также созданию такого кузова, с целью уменьшения завихрения воздуха. На практике данные строгие критерии могли бы позволить автомобилю разгоняться до 200 км/ч (124.3 миль/ч) при стандартном двигателе в 100 л. с. (75 кВт). В результате данный дизайн от Bertone привёл к созданию легкой модели весом 1100 кг с рационализированным кузовом, где боковые стёкла стояли под углом в 45 градусов к кузову, а лобовое стекло сочетается почти с плоской крышей. Одной из удивительной чертой автомобиля стал хвост, где заднее стекло плавно переходит в заднюю часть автомобиля, на котором образуются два тонких плавника, выходящих из кузова для завершения восприятия дизайна автомобиля.
Модель сразу стала непосредственным хитом по своей аэродинамике и устойчивости на высоких скоростях. Bertone удалось создать модель с аэродинамической устойчивостью. В результате чего, BAT 5 показывает отличный коэффициент сопротивления кузова (Cd) равный 0,23.

## BAT 7

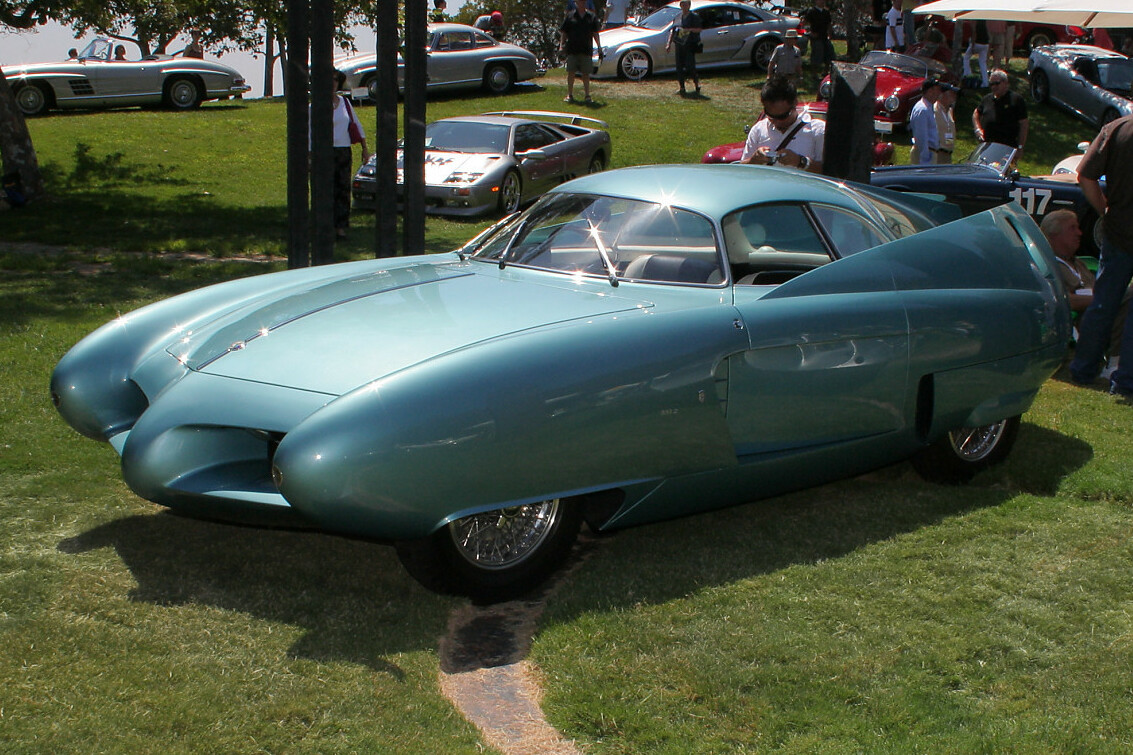
1954 Alfa Romeo BAT 7

Второй BAT был показан на Туринском автосалоне в 1954 году, год спустя с показа BAT 5. BAT 7 получил стилевые особенности от предыдущей модели, и был слегка доработан. Для типичного дизайна 1954 года, модель была не слишком похожа на остальные. И кроме того, Bertone добавил некоторые особенности в строения крыльев, по результатам своего опыта с аэродинамикой. В результате чего, автомобиль сталь намного больше, а задние плавники были ещё удлиненны.
Перед автомобиля стал ниже, чем у BAT 5, а разъёмы под фары находились ещё глубже. Основные фары находились у носа автомобиля, а при использовании перемещались ближе к краям. Как и Fiat Turbina который был также представлен в этом году для сравнения, автомобиль BAT тестировался в специальной аэродинамической трубе. Коэффициент (Cd) у BAT 7 равнялся 0,19.
Кроме того, BAT 7 появлялся в книге Daft Cars автора Мэтта Мастера(Matt Master) от Top Gear.

## BAT 9

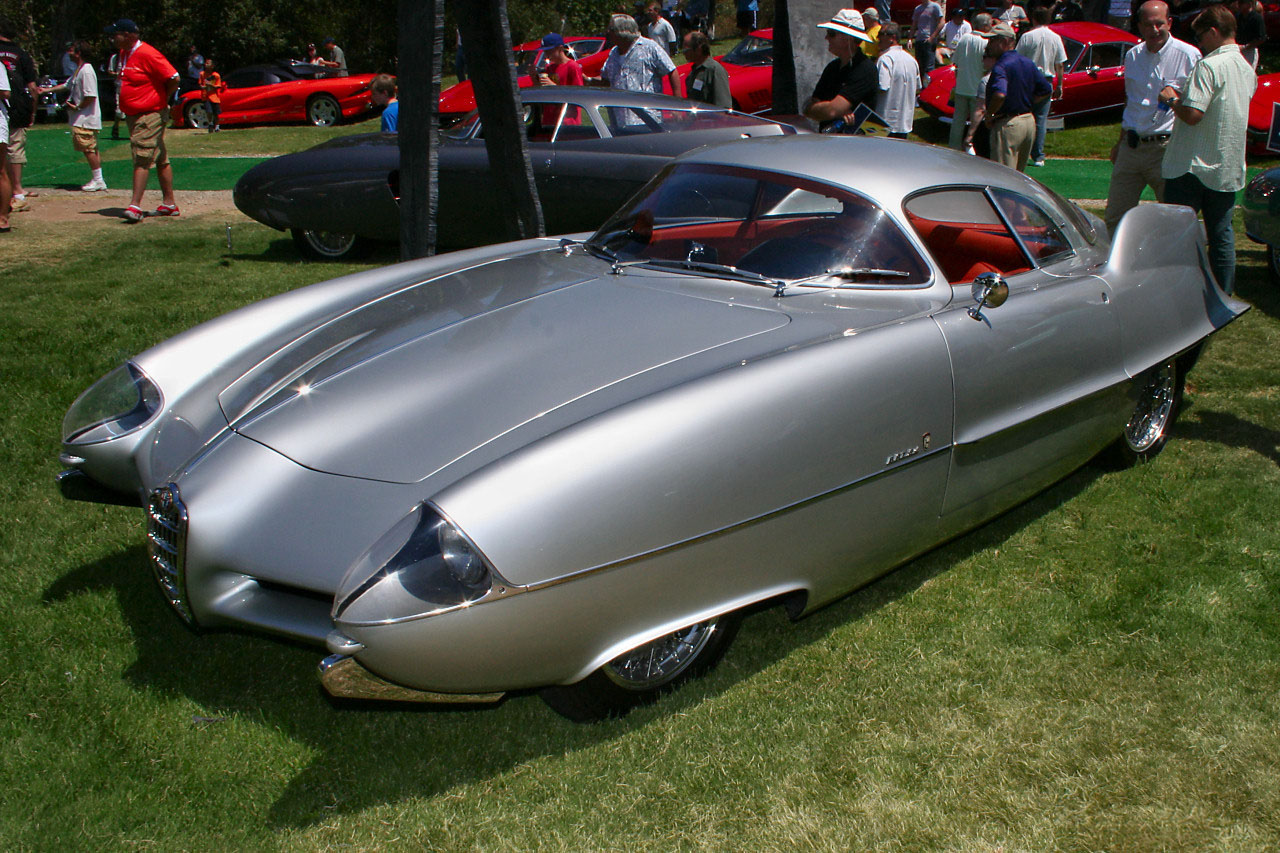
1955 Alfa Romeo BAT 9

Третий и последний автомобиль BAT был создан и показан на Туринском автосалоне под именем BAT 9. Модель выглядела как большинство автомобилей того времени у Alfa Romeo, в отличие от предыдущих моделей BAT.
BAT 9 уже имел более плавные переходы и очертания крыльев в отличие от предыдущих моделей. Хвостовые плавники как на модели 5 и 7 стали более похожи на крылья, а также были уменьшены и превратились в две небольшие металлические пластины, которые были популярны у некоторых автомобилей американского и европейского производства того времени. Bertone превратил высокий творческий стиль двух предыдущих моделей BAT в дизайн более упрощённый, отказавшись от резких крайностей в дизайне.

## BAT 11
После более чем 50 лет, появилась на свет новая модель линейки BAT. BAT 11 совершил свой дебют в Женеве во время Женевского автосалона 2008 года, хотя и не был представлен на самом шоу. Новый BAT 11 основывался на модели Alfa Romeo 8C Competizione, а также получил множество стилевых особенностей от классических моделей BAT 50-х годов.

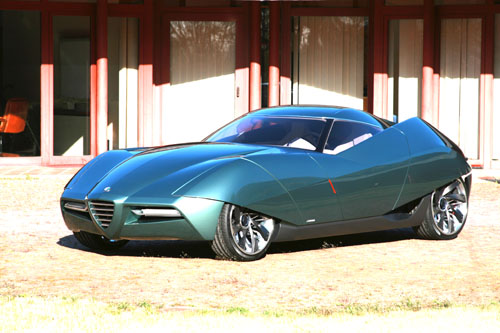
2008 Alfa Romeo BAT 11